# Матерн, Герман
Ге́рман Ма́терн (нем. Hermann Matern; 17 июня 1893, Бург, Jerichow I district — 24 января 1971, Восточный Берлин) — немецкий политик, член КПГ и СЕПГ. Дважды Герой труда ГДР (1958, 1963).

## Биография
Сын рабочего, социал-демократа. Окончив народную школу, в 1907—1911 годах учился на дубильщика, затем отправился стажироваться на мастера. В 1907 году вступил в объединение социалистической рабочей молодёжи, в 1910 году — в профсоюз немецких сельскохозяйственных рабочих, в 1911 году — в Социал-демократическую партию Германии. В 1914 году в знак протеста против утверждения военных кредитов вышел из СДПГ. В Первую мировую войну служил солдатом и воевал во Франции.
В 1918 году вступил в Независимую социал-демократическую партию Германии и участвовал в Ноябрьской революции, вошёл в состав совета рабочих и солдатских депутатов. Был назначен командиром полка охраны в Магдебурге. В 1919—1926 годах работал дубильщиком, вступил в КПГ и возглавлял парторганизацию в Бурге. В 1929 году учился в Международной ленинской школе в Москве и до 1931 года работал политруководителем КПГ по Саксонии-Анхальт в Магдебурге, позднее до 1933 года — политруководителем округа Восточная Пруссия. в 1932—1933 годах состоял депутатом прусского ландтага.
В феврале 1933 года принял участие в заседании, созванном ЦК КПГ во дворце спорта в Цигенхальсе под Берлином. С апреля 1933 года руководил подпольной организацией КПГ в округе Померания.
В июле 1933 года подвергся аресту. В сентябре 1934 года бежал из Штеттинской тюрьмы, эмигрировал в Чехословакию, затем перебрался через Швейцарию во Францию. Во Франции работал над созданием народного антифашистского фронта. Из Франции через Бельгию бежал в Нидерланды, затем в Норвегию и позднее в Швецию. Весной 1941 года переехал в СССР. Вошёл в состав Национального комитета «Свободная Германия». Работал преподавателем Антифашистской школы в Красногорске.
1 мая 1945 года вернулся с группой Аккермана в Германию. Входил в число подписавших программное воззвание ЦК КПГ от 11 июня 1945 года. До 1946 года работал на должности первого секретаря окружного правления КПГ в Саксонии. После образования СЕПГ в 1946—1948 годах вместе с Карлом Литке председательствовал в земельном объединении СЕПГ в Большом Берлине. В 1946—1950 годах входил в состав центрального секретариата правления партии, с октября 1948 года возглавлял Центральную партийную контрольную комиссию, с 1950 года входил в состав Политбюро ЦК СЕПГ, где отвечал за связи с нелегальными коммунистическими партиями и их финансирование. Входил в состав Национального совета обороны ГДР. С 1963 года входил в состав генерального совета Международной федерации борцов сопротивления.
Герман Матерн был дважды женат. Похоронен на Центральном кладбище Фридрихсфельде.

## Память
- Изображен на почтовой марке ГДР 1973 года.
- средняя школа № 70 города Москвы получила наименование "средняя специальная школа № 70 имени Германа Матерна" 22 февраля 1971 года[4]

## Киновоплощение
- 1955 — «Эрнст Тельман — вождь своего класса[нем.]». Роль Германа Матерна сыграл Вальтер Мартин[нем.]